# Prosciurillus alstoni
Prosciurillus alstoni es una especie de roedor de la familia Sciuridae.

## Distribución geográfica
Es endémica de las selvas del sudeste de Célebes y de las próximas islas Buton y Kabaena (Indonesia). 

## Estado de conservación
Se encuentra amenazada de extinción por la pérdida de su hábitat natural.